# Karyopyknose
Karyopyknose bedeutet die Schrumpfung des Zellkerns und Verdichtung des Chromatins zu einer einheitlichen Masse. Pyknose ist ein Anzeichen der Apoptose, des programmierten Zelltods.
In der gynäkologischen Zytodiagnostik gibt der Karyopyknoseindex das Zahlenverhältnis zwischen karyopyknotischen Zellen des Vaginalepithels und denen mit flächenförmigem Kern an. Er wird für die Zyklusbeurteilung benutzt.